# Canevalle

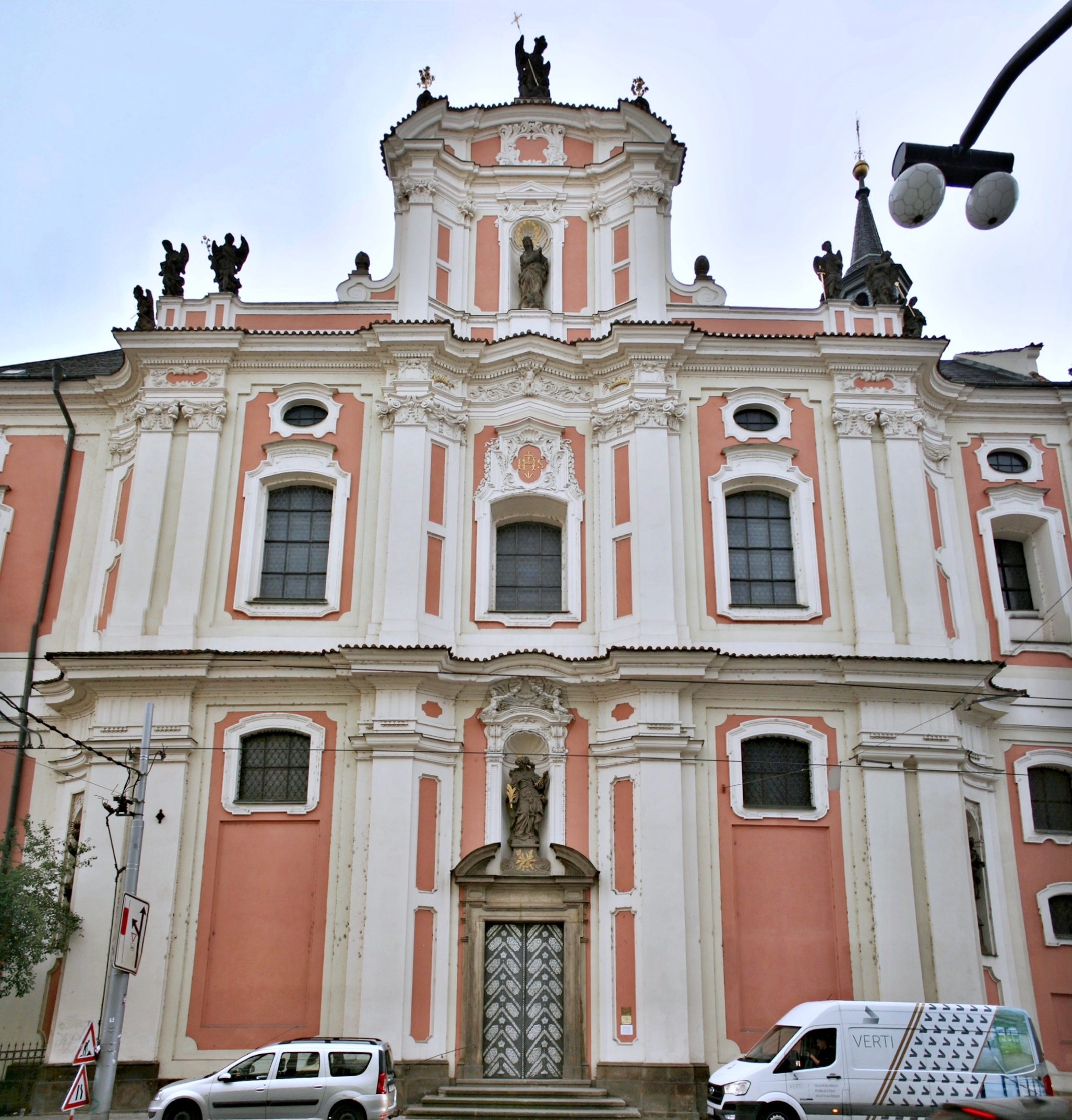
Marek Antonín Canevalle, kostel sv. Voršily v Praze

Canevalle (také Canevale nebo Canevalli) je příjmení rodiny italských barokních architektů a stavitelů, kteří pocházeli z Lanza v Lombardii a působili v 17. a 18. století v Praze, ve středních, severních a východních Čechách.

## Členové známí z českých zemí
- Bernard Canevalle († 1691, Bělá pod Bezdězem), architekt a stavitel, zemřel během dostavby kostela v Bělé pod Bezdězem
- Jan Dominik Canevalle, též Giovanni Domenico Canevalle (1637?–1685, Praha), působil jako stavitel pražských hradeb, přestavoval klášter a kostel v Zaječově (1686).
- Jan Jakub Antonín Canevalle též (Giovanni) Giacomo Antonio Canevalle (1664?–1731, Praha), pražský šlechtický a dvorní stavitel, v letech 1685-1693 adaptoval pro Matyáše Gallase palác čp. 158-I., dále pracoval na Pražském hradě, postavil kostel ve Volarech (1688) a v Brlohu (1697–1704)
- Jan Jeroným Canevalle, v letech 1670-1685 stavitel kostela sv. Františka Xaverského v Uherském Hradišti
- Marek Antonín Canevalle též Marco Antonio Canevalle nebo Marcantonio (1652–1711, Praha), architekt, podílel se na barokní přestavbě Strahovského kláštera (1682), projektoval klášter v Hejnici (1692) a biskupskou rezidenci v Hradci Králové, opravoval interiéry zámku Frýdlant, postavil kostel sv. Havla v Čečelicích (1694–1711), Nejsvětější Trojice ve Vratislavicích u Liberce (1700), zámecký kostel Zvěstování Panny Marie v Duchcově (před 1706) a zámek v Mnichově Hradišti.[1],[2]
- Karel Antonín Canevalle též Carlo Antonio Canevalle (1680–1740) projektoval kostel sv. Mikuláše ve Vraclavi (1721) a také kostela na Makové hoře u Smolotel (1722).

## další
- Isidore Marcellus Amandus Canevale (Ganeval) (1730 Vincennes – 1786 Vídeň), stavěl katedrálu ve Vácu (1761–1772), ve Vídni Věž bláznů, pavilón v Prateru, Josephinum a bránu v Augarten.